# Horatio Herbert Kitchener
Pour les articles homonymes, voir Kitchener (homonymie).
Horatio Herbert Kitchener, dit lord Kitchener, né à Ballylongford (comté de Kerry, Irlande) le 24 juin 1850 et mort au large des Orcades le 5 juin 1916, est un maréchal et homme politique britannique. Son portrait figure sur l'affiche de propagande pour le recrutement de la British Army durant la Première Guerre mondiale.

## Biographie

### Jeunesse
Horatio Herbert Kitchener est le troisième enfant du lieutenant-colonel Henry Horatio Kitchener (1805-1894) et de sa première épouse, Frances Ann Chevallier, descendante d'une famille huguenote française exilée à la révocation de l'édit de Nantes, décédée en 1864. En 1864, sa famille s'installe en Suisse pour soigner la tuberculose de sa mère, mais elle meurt la même année. Il est pensionnaire au Château du Grand Clos, à Rennaz.
Puis, il entre à la Royal Military Academy de Woolwich en 1868. En 1870, il est auprès de sa famille à Dinan lorsqu'éclate la Guerre franco-prussienne. Il s'engage comme volontaire dans l'armée de Napoléon III. Puisqu'il le fait au mépris de la neutralité britannique, il ne peut servir que comme infirmier, et il est réprimandé à son retour par sa hiérarchie militaire. Il sert notamment dans un bataillon des Côtes-du-Nord. Avant la fin de la guerre, une pneumonie l'oblige à rentrer au Royaume-Uni.

### Héros controversé
Devenu officier des Royal Engineers le 4 janvier 1871, Kitchener effectue plusieurs séjours en Palestine, à Chypre et en Égypte, où il apprend l'arabe. En 1874, il est chargé de cartographier la Palestine avec l'aide de l'officier Conder. En 1875, après avoir été attaqué par des autochtones en Galilée à Safed, il retourne en Angleterre, où sont publiés ses relevés cartographiques de 1881 à 1885, qui sont les premières cartes modernes de la région. En 1884 et 1885, il fait partie de l'expédition destinée à sauver le général Charles Gordon, prisonnier du Mahdi à Khartoum, au Soudan, lors de la guerre des Mahdistes. La campagne est un échec, et le général Gordon est tué.
Cependant, après avoir été nommé Sirdar c'est-à-dire commandant en chef de l'armée d'Égypte en 1892, il retourne au Soudan en 1896, venge Gordon et reprend Khartoum en 1898. Cette campagne se termine par l'éclatante victoire d'Omdourman (2 septembre 1898), qui fait de Kitchener le plus populaire des chefs militaires de l'Empire britannique ; il est fait gouverneur du Soudan.
Un deuxième événement marque sa gloire : il se confronte notamment au capitaine Jean-Baptiste Marchand pendant la crise de Fachoda. Un troisième événement amène Kitchener au faîte de sa gloire : la Seconde guerre des Boers (1899-1902) en Afrique du Sud. À son retour en 1902, il est fait vicomte par le roi Édouard VII (il n'est fait comte Kitchener qu'en 1914). Enfin, il commande l'armée des Indes, qu'il réorganise (1902-1909) ; crée l'armée australienne ; et finit par être consul-général d'Égypte (1911-1914). Il rêve d'occuper la place la plus importante de l'Empire britannique : être vice-roi des Indes, mais le roi lui refuse cette promotion en considérant qu'« il n'aime pas les indigènes »
La carrière de Lord Kitchener fait de lui un véritable héros national. Aux yeux des historiens, il est l'un des grands instigateurs de la guerre moderne, notamment par l'emploi systématique des mitrailleuses Maxim contre la cavalerie mahdiste ainsi que par la mise en place des premiers camps de concentration pendant la Seconde guerre des Boers, mais il est aussi critiqué pour cette dernière mesure et pour sa décision de détruire les fermes des Boers. Les auteurs de ces critiques sont notamment David Lloyd George et Charles Trevelyan.

### Première Guerre mondiale

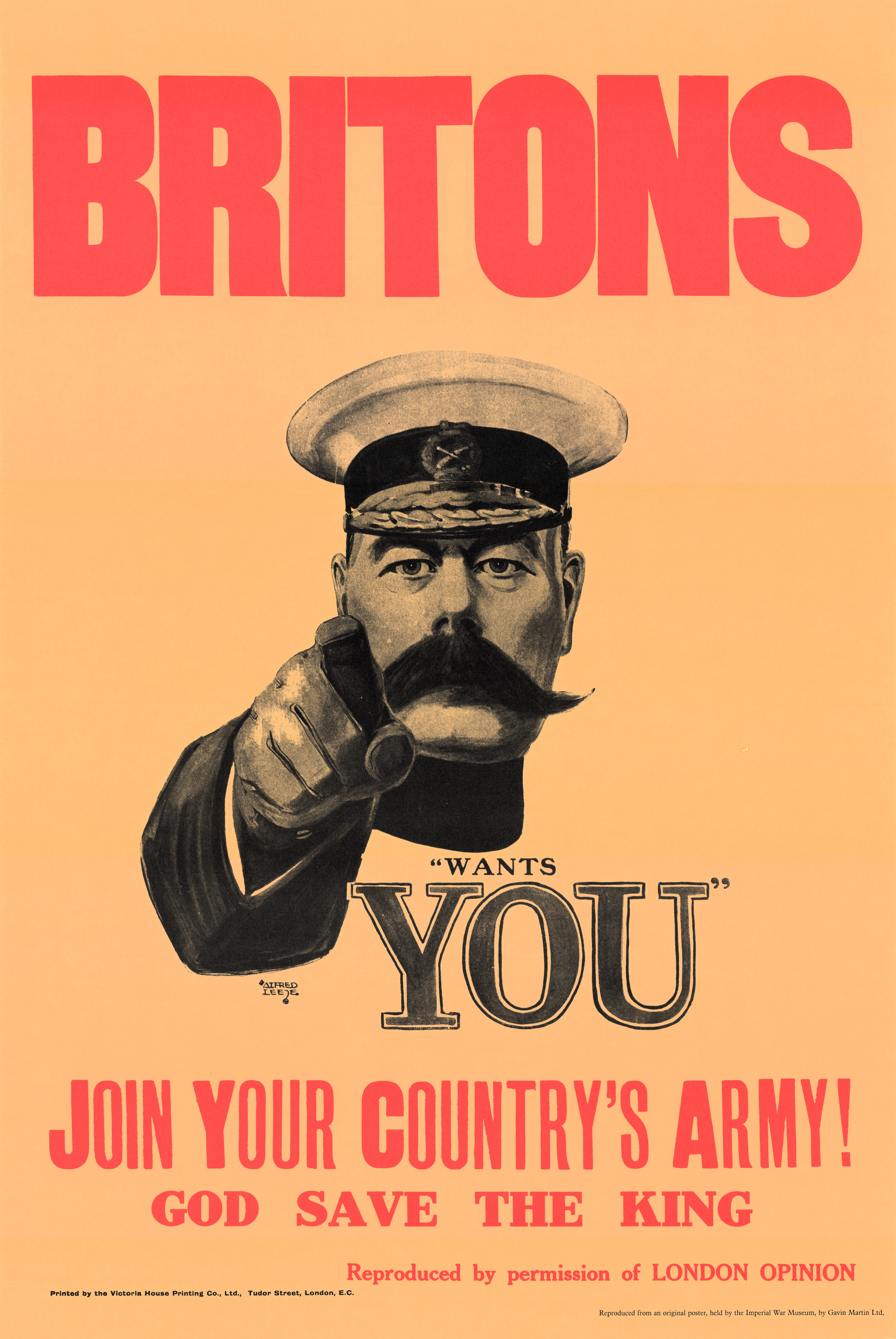
Affiche de recrutement à l'effigie de Kitchener.

En août 1914, il est ministre de la Guerre. Son effigie sur les affiches de recrutement, d'après un portrait d'Alexander Bassano, encourage les volontaires à s’enrôler. En peu de temps, la British Army passe de 150 000 soldats de métier à plus de 1,5 million de mobilisés. En trois mois, il obtient deux millions d'engagements volontaires. Par la loi de conscription de janvier 1916, les effectifs atteignent plus de trois millions de soldats. La campagne de Gallipoli et son erreur concernant le choix d'obus (il préférait le shrapnel aux obus explosifs) entament un peu son crédit auprès du public, mais il reste très populaire,. Il ne se marie pas et l'évocation d'une possible homosexualité a parfois été avancée de ce fait, sans évidence autre que son célibat : il est fiancé avec Hermione Bake, mais celle-ci meurt en 1885 ; puis, il essaye de courtiser Helen Mary Theresa, sans succès, en 1902 ; et il est ultérieurement lié avec Catherine Walters.
Cependant, il se brouille avec les hommes politiques comme Lloyd George, ou plutôt, ce sont les hommes politiques qui prennent ombrage de son efficacité et de sa popularité. Il est ainsi destitué du poste de ministre de l'Armement et de chef d'état-major. Il veut donner sa démission, mais on lui fait comprendre que le pays a besoin d'unité et que sa démission serait du plus mauvais effet.
Il meurt dans un naufrage le 5 juin 1916. Sa mort choqua les Britanniques et est suivie par des manifestations de deuil national.
Ayant été anobli en 1898 et étant donc membre de la Chambre des lords au moment de sa mort, il est l'un des quarante-trois parlementaires britanniques morts à la Première Guerre mondiale et commémorés par un mémorial à Westminster Hall, dans l'enceinte du palais de Westminster où siège le Parlement.

### Circonstances de sa mort et rumeurs conspirationnistes
Il meurt au cours d'une mission qui devait le conduire en Russie pour évoquer la coordination des fronts ouest et est contre l'Allemagne : le 5 juin 1916, au nord-ouest des Orcades, un croiseur cuirassé de la Royal Navy, HMS Hampshire (en), de la classe Devonshire faisait route vers l’Empire russe lorsqu’il heurta une mine allemande posée par l'U-75 à deux kilomètres au large de Marwick Head. Son corps n'est pas retrouvé.
Certaines rumeurs conspirationnistes, jamais établies, tentèrent de lier sa mort à une conspiration britannique, des actes de traîtrise ou de sabotage ou encore une action délibérée de la Deutsches Heer alors qu'il semble bien que seules la non-prise en compte de l'activité sous-marine et des mauvaises prévisions météorologiques soient responsables de la destruction du navire. Certaines rumeurs, qui n'ont pas plus de fondement, évoquent aussi la possibilité qu'il ait été prisonnier des Allemands ou qu'il ait vécu ultérieurement dans une grotte sur l'une des Orcades.

## Distinctions
- Médaille commémorative de la guerre 1870-1871
- Chevalier de la Légion d'honneur
- Ordre du Bain
- Ordre de l'Étoile d'Inde

## Hommages
En 1916, la ville canadienne de Berlin (en Ontario) fut rebaptisée Kitchener en son honneur.
La ville française de Lyon a donné le nom de Kitchener à un pont sur la Saône, à proximité du tunnel de Fourvière.
La ville française du Havre à donné son nom à une rue.

## Dans la culture populaire
- Il est incarné par Charles Dance dans le film The King's Man : Première Mission de Matthew Vaughn (2021), où c'est l'un des protagonistes du film qui se déroule durant la Première Guerre mondiale, et dont la scène d'introduction évoque la guerre des Boers lors d'une rencontre entre le héros et Kitchener[10].
- Il est un personnage secondaire du roman de Philippe Morvan, Les fils du ciel, paru en 2021 chez Calmann-Lévy.